# Cheiracanthium brevispinum
Cheiracanthium brevispinum es una especie de araña del género Cheiracanthium, familia Cheiracanthiidae, suborden Araneomorphae. Fue descrita científicamente por Song, Feng & Shang en 1982.

## Distribución
Se distribuye por Mongolia, China y Corea.